# Promachus raptor
Promachus raptor är en tvåvingeart som beskrevs av Austen 1915. Promachus raptor ingår i släktet Promachus och familjen rovflugor. Inga underarter finns listade i Catalogue of Life.